# Boldor község
Boldor község (románul: Comuna Boldur) község Temes megyében, Romániában. Központja Boldor, beosztott falvai Szinérszeg, Temesforgács, Zsábár.

## Népessége
A 2011-es népszámlálás adatai alapján a község népessége 2439 fő volt.